# Rachel Morris
Rachel Morris es una deportista paralímpica británica que ha ganado medallas de oro en los Juegos Paralímpicos tanto en ciclismo como en remo. Obtuvo una medalla de oro en los Juegos de verano 2008 como ciclista de mano, y ocho años después en Río de Janeiro ganó el oro en scull individual femenino como remadora.

## Biografía
Nació en Guildford, Surrey. Perdió ambas piernas por el síndrome de dolor regional complejo.

## Carrera
Ganó dos medallas de oro del Campeonato Mundial de Paraciclismo 2007 en Burdeos, Francia; en los eventos de contrarreloj y carrera en ruta femenina de la categoría B. Esto la convirtió en la primera ciclista de mano británica en ser coronada como doble campeona del mundo.  
Fue nombrada para el equipo de Gran Bretaña en los Juegos Paralímpicos de Verano de 2008, donde compitió en la carrera de ruta y contrarreloj en la categoría de discapacidad HC A/B/C para atletas que usan una bicicleta de mano. Terminó sexta en la carrera de ruta pero ganó la medalla de oro en la contrarreloj; su tiempo de 20 minutos 57,09 segundos fue casi tres minutos más rápido que su competidora más cercana.
En el Campeonato Mundial de Paraciclismo de Ruta de la UCI 2010 celebrado en Baie-Comeau, Canadá, ganó dos medallas de oro. La primera fue en la contrarreloj individual de la categoría H3; ganó el evento por más de dos minutos en un tiempo de 23 minutos 34,71 segundos. Obtuvo su segunda medalla de oro en la carrera de ruta, superando a la medallista de plata Sandra Graf por más de 80 segundos.
Fue seleccionada para competir por Gran Bretaña en los Juegos Paralímpicos de Verano de 2012, donde tenía como objetivo defender su título en la contrarreloj y también competir en la carrera de ruta. En julio de 2012, su participación en los Juegos quedó en duda después de que un automóvil la atropellara cerca de su casa en Farnham, Surrey. El incidente la dejó con latigazo cervical y lesiones en el hombro.   Además de sus lesiones físicas, su bicicleta resultó dañada en el accidente, lo que significó que tuvo que usar su bicicleta de competencia para entrenar y pedir una nueva para usar en los Juegos Paralímpicos. Se recuperó a tiempo para competir en su primer evento en los Juegos el 5 de septiembre. En la carrera de ruta H1-3 en los Juegos, Morris y su compañera de equipo Karen Darke cruzaron la línea juntas mientras se tomaban de la mano para empatar en el tercer lugar y compartir la medalla de bronce: sin embargo, la foto final reveló que Morris llegó primero a la línea., por lo que solo ella fue premiada en tercer lugar.
Posteriormente se dedicó al remo, en el evento ASW1x (sculls femeninos de brazos y hombros), quedó quinta en el Campeonato Mundial de Remo 2014 en Ámsterdam y ganó la medalla de plata en el Campeonato de Remo 2015 en Lac d'Aiguebelette en Francia, por lo tanto logró clasificarse para los Juegos Paralímpicos de 2016. Se llevó el oro en el evento de sculls individuales en los Juegos. Sin embargo, se vio obligada a abandonar el deporte después de someterse a dos operaciones de hombro, después de las cuales pasó casi un año en el hospital recuperándose.
Después de hablar con su excompañero de equipo de remo convertido en esquiador de fondo, Scott Meenagh, centró su atención en el esquí. Debutó en el Campeonato Mundial de Esquí Nórdico Adaptado en 2019 en Prince George, Columbia Británica.